# Mistrovství Evropy v zápasu ve volném stylu
Mistrovství Evropy v zápasu ve volném stylu je sportovní akce pořádaná každou zápasnickou sezonu Mezinárodní zápasnickou federací s přestávkami od roku 1929.

## Vítězové ve volném stylu

### Muži
| rok  | místo     | −56 kg     | −56 kg     | −56 kg     | −61 kg         | −66 kg        | −72 kg       | −79 kg        | −87 kg         | +87 kg         |
| ---- | --------- | ---------- | ---------- | ---------- | -------------- | ------------- | ------------ | ------------- | -------------- | -------------- |
| 1929 | Paříž     | P. Mollin  | P. Mollin  | P. Mollin  | R. Rottenfluc  | E. Malmberg   | H. Roosen    | S. Söderqvist | E. Aeschlimann | J. Richthoff   |
| 1930 | Brussel   | P. Mollin  | P. Mollin  | P. Mollin  | J. Tasnádi     | K. Kárpáti    | H. Roosen    | H. Gehri      | S. Söderqvist  | J. Richthoff   |
| 1931 | Budapešť  | Ö. Zombori | Ö. Zombori | Ö. Zombori | H. Pihlajamäki | H. Minder     | J. Földeák   | E. Kyburz     | J. Tunyogi     | W. Bürki       |
| 1933 | Paříž     | Ö. Zombori | Ö. Zombori | Ö. Zombori | F. Tóth        | D. Perret     | J. Földeák   | J. Jourlin    | L. Papp        | W. Bürki       |
| 1934 | Stockholm | M. Lőrincz | M. Lőrincz | M. Lőrincz | K. Pihlajamäki | W. Ehrl       | J. Földeák   | I. Johansson  | K. Fridell     | T. Sjöstedt    |
| 1935 | Brussel   | M. Nizzola | M. Nizzola | M. Nizzola | K. Pihlajamäki | K. Kárpáti    | S. Andersson | I. Johansson  | E. Virág       | K. Hegglin     |
| 1937 | Mnichov   | J. Brendel | J. Brendel | J. Brendel | F. Tóth        | H. Nettesheim | F. Schäfer   | I. Johansson  | A. Cadier      | K. Hornfischer |

| rok  | místo     | −52 kg     | −57 kg    | −62 kg       | −67 kg   | −73 kg  | −79 kg      | −87 kg       | +87 kg       |
| ---- | --------- | ---------- | --------- | ------------ | -------- | ------- | ----------- | ------------ | ------------ |
| 1946 | Stockholm | L. Viitala | L. Bencze | G. Bilge     | C. Atik  | Y. Doğu | E. Virtanen | B. Fahlqvist | B. Antonsson |
| 1949 | Istanbul  | A. Yücel   | N. Akar   | O. Anderberg | S. Meric | C. Atik | Y. Doğu     | A. Candemir  | B. Antonsson |

Turnaj mistrovství Evropy ve volném stylu přešel od roku 1951 v mistrovství světa a byl obnoven během mistrovství světa v roce 1965.
| rok  | místo     | −52 kg      | −57 kg       | −63 kg     | −70 kg         | −78 kg         | −87 kg         | −97 kg       | +97 kg      |
| ---- | --------- | ----------- | ------------ | ---------- | -------------- | -------------- | -------------- | ------------ | ----------- |
| 1966 | Karlsruhe | M. Esenceli | A. Ibrahimov | E. Tedejev | Z. Berijašvili | J. Šachmuradov | H. Güngör      | Š. Lomidze   | A. Medveď   |
| 1967 | Istanbul  | M. Esenceli | H. Sevinc    | N. Kabanli | Z. Berijašvili | J. Šachmuradov | B. Gurevyč     | A. Ayik      | W. Dietrich |
| 1968 | Skopje    | B. Baev     | A. Alijev    | E. Todorov | E. Valčev      | D. Robin       | A. Cchovrebovi | V. Guljutkin | A. Medveď   |

| rok  | místo        | −48 kg        | −52 kg          | −57 kg         | −62 kg       | −68 kg          | −74 kg           | −82 kg          | −90 kg          | −100 kg        | +100 kg         |
| ---- | ------------ | ------------- | --------------- | -------------- | ------------ | --------------- | ---------------- | --------------- | --------------- | -------------- | --------------- |
| 1969 | Sofia        | R. Dmitrijev  | B. Baev         | J. Patrikov    | E. Todorov   | E. Valčev       | J. Gusov         | J. Šachmuradov  | G. Strachov     | V. Guljutkin   | Š. Lomidze      |
| 1970 | Berlín       | R. Hadžijev   | B. Baev         | I. Šavov       | E. Todorov   | I. Juseinov     | Z. Berijašvili   | H. Stottmeister | B. Gurevyč      | A. Ayik        | L. Kitov        |
| 1971 |              |               |                 |                |              |                 |                  |                 |                 |                |                 |
| 1972 | Katovice     | S. Baygın     | A. Alahverdijev | I. Kulešov     | R. Iliev     | I. Juseinov     | A. Seger         | V. Sjulžin      | G. Strachov     | I. Jarygin     | A. Medveď       |
| 1973 | Lausanne     | C. Isajev     | A. Alahverdijev | K. Leonov      | I. Jankov    | N. Nasrullajev  | A. Seger         | V. Sjulžin      | P. Surikov      | V. Guljutkin   | N. Modebadze    |
| 1974 | Madrid       | V. Tokčinakov | O. Nikolov      | P. Šelev       | D. Žekov     | I. Vasilev      | R. Ašuralijev    | V. Novožilov    | L. Tediašvili   | H. Büttner     | S. Andijev      |
| 1975 | Ludwigshafen | C. Isajev     | A. Alahverdijev | V. Jumin       | I. Jankov    | I. Gajdarbekov  | P. Pinigin       | I. Abilov       | H. Stottmeister | I. Jarygin     | S. Andijev      |
| 1976 | Leningrad    | A. Beloglazov | H. Gál          | V. Jumin       | S. Timofejev | A. Matvejev     | D. Karabin       | A. Seger        | L. Tediašvili   | I. Jarygin     | L. Șimon        |
| 1977 | Bursa        | S. Stojanov   | H. Reich        | V. Alexejev    | V. Jumin     | Š. Sejdiu       | P. Marta         | I. Abilov       | A. Prokopčuk    | A. Bisultanov  | V. Paršukov     |
| 1978 | Sofia        | S. Stojanov   | N. Selimov      | B. Ibragimov   | M. Dukov     | I. Jankov       | P. Marta         | Š. Achmedov     | U. Neupert      | L. Tediašvili  | B. Bigajev      |
| 1979 | Bukurešť     | A. Sanojan    | J. Šugajev      | S. Beloglazov  | M. Dukov     | N. Petrenko     | M. Abdulmuslimov | O. Alexejev     | U. Neupert      | I. Mate        | S. Chasimikov   |
| 1980 | Prievidza    | R. Jordanov   | N. Selimov      | G. Bagdasarjan | M. Abušev    | S. Absajidov    | M. Knosp         | I. Abilov       | S. Oganisjan    | M. Magomedov   | P. Ivanov       |
| 1981 | Lodž         | A. Mechmedov  | H. Reich        | S. Ivanov      | B. Ibragimov | M. Dukov        | E. Korojev       | O. Kalojev      | U. Neupert      | M. Magomedov   | S. Chasimikov   |
| 1982 | Varna        | L. Bíró       | V. Jordanov     | S. Beloglazov  | S. Šterev    | B. Budajev      | M. Knosp         | E. Kamberov     | I. Ginov        | R. Chutaba     | S. Andijev      |
| 1983 | Budapešť     | A. Mechmedov  | V. Jordanov     | S. Ivanov      | S. Šterev    | K. Penev        | Š. Sejdiu        | R. Karabacak    | P. Nanijev      | M. Magomedov   | J. Balla        |
| 1984 | Jönköping    | S. Kornilajev | Š. Trstena      | S. Beloglazov  | S. Šterev    | A. Fadzajev     | T. Magomedov     | E. Kamberov     | V. Elojev       | M. Magomedov   | neudělena       |
| rok  | místo        | −48 kg        | −52 kg          | −57 kg         | −62 kg       | −68 kg          | −74 kg           | −82 kg          | −90 kg          | −100 kg        | −130 kg         |
| 1985 | Lipsko       | V. Gogolev    | V. Jordanov     | S. Ivanov      | L. Remus     | A. Fadzajev     | A. Palamarev     | J. Vorobjov     | R. Tybylov      | L. Chabelovi   | D. Gobedžišvili |
| 1986 | Athény       | A. Doržu      | V. Jordanov     | G. Kalčev      | C. Isajev    | A. Magomedov    | A. Varajev       | A. Nanev        | S. Oganisjan    | G. Jančev      | A. Schröder     |
| 1987 | V. Tarnovo   | M. Nedkov     | V. Jordanov     | S. Beloglazov  | C. Isajev    | A. Fadzajev     | A. Varajev       | A. Nanev        | M. Chadarcev    | L. Chabelovi   | Z. Turmanidze   |
| 1988 | Manchester   | V. Gogolev    | V. Jordanov     | S. Beloglazov  | S. Sarkisjan | A. Fadzajev     | A. Varajev       | J. Vorobjov     | M. Chadarcev    | L. Chabelovi   | A. Chadarcev    |
| 1989 | Ankara       | G. Medžlumjan | V. Jordanov     | A. Ak          | A. Kumbarov  | N. Kasabov      | N. Gadžichanov   | neudělena       | V. Kazibekov    | A. Sabejev     | A. Chadarcev    |
| 1990 | Poznaň       | R. Rașovan    | Š. Trstena      | R. Pavlov      | R. Lyding    | F. Şeker        | N. Gadžichanov   | H. Gstöttner    | V. Kazibekov    | A. Sabejev     | A. Schröder     |
| 1991 | Stuttgart    | R. Heugabel   | V. Toguzov      | B. Umachanov   | M. Kaplan    | G. Schwabenland | A. Leipold       | E. Žabrailov    | M. Chadarcev    | A. Kayalı      | A. Schröder     |
| 1992 | Kaposvár     | R. Rașovan    | I. Conov        | B. Umachanov   | G. Schillaci | G. Schwabenland | M. Gadžijev      | S. Öztürk       | M. Chadarcev    | L. Chabelovi   | A. Schröder     |
| 1993 | Istanbul     | M. Nedkov     | A. Örel         | R. Musaoğlu    | M. Azizov    | Z. Zozirovi     | A. Backhaus      | R. Kelehsajev   | D. Tedejev      | A. Sabejev     | M. Demir        |
| 1994 | Řím          | A. Mkrtčjan   | N. Abdullajev   | A. Sa'akjan    | M. Demireğen | V. Bogijev      | N. Gadžichanov   | R. Kelehsajev   | S. Frajev       | M. Garmulewicz | M. Valijevi     |
| 1995 | Fribourg     | V. Orudžov    | N. Abdullajev   | A. Fidarov     | M. Azizov    | V. Bogijev      | A. Leipold       | M. Ibragimov    | M. Chadarcev    | D. Musulbes    | M. Demir        |
| 1996 | Budapešť     | V. Eftenije   | V. Toguzov      | S. Barzakov    | M. Azizov    | V. Bogijev      | B. Sajtijev      | M. Ibragimov    | E. Kurtanydze   | M. Garmulewicz | M. Demir        |

| rok  | místo      | −54 kg      | −58 kg        | −63 kg       | −69 kg           | −76 kg      | −85 kg       | −97 kg           | −125 kg        |
| ---- | ---------- | ----------- | ------------- | ------------ | ---------------- | ----------- | ------------ | ---------------- | -------------- |
| 1997 | Varšava    | O. Zacharuk | D. Pogosijani | M. Azizov    | A. Gevorgjan     | B. Sajtijev | C. Magomedov | E. Kurtanydze    | D. Musulbes    |
| rok  | místo      | −54 kg      | −58 kg        | −63 kg       | −69 kg           | −76 kg      | −85 kg       | −97 kg           | −130 kg        |
| 1998 | Bratislava | O. Zacharuk | D. Pogosijani | S. Barzakov  | Y. Şanlı         | A. Leipold  | B. Sajtijev  | E. Kurtanydze    | A. Polatçı     |
| 1999 | Minsk      | O. Zacharuk | H. Doğan      | E. Tedejev   | Z. Zozirovi      | A. Sajtijev | M. Ibragimov | K. Kuramagomedov | A. Šumilin     |
| 2000 | Budapešť   | O. Zacharuk | M. Ramazanov  | M. Umachanov | E. Bedynejišvili | B. Sajtijev | A. Sajtijev  | S. Murtazalijev  | M. Garmulewicz |
| 2001 | Budapešť   | G. Tulbea   | Z. Bánkuti    | S. Barzakov  | A. Gülhan        | B. Sajtijev | S. Sadžidov  | E. Kurtanydze    | D. Musulbes    |

| rok  | místo    | −55 kg          | −60 kg       | −66 kg          | −74 kg            | −84 kg          | −96 kg           | −120 kg          |
| ---- | -------- | --------------- | ------------ | --------------- | ----------------- | --------------- | ---------------- | ---------------- |
| 2002 | Baku     | N. Alidžanov    | A. Kama      | Z. Botajev      | Á. Ritter         | S. Sadžidov     | K. Kuramagomedov | D. Musulbes      |
| 2003 | Riga     | N. Abdullajev   | A. Guidea    | I. Farnijev     | Á. Ritter         | R. Mindorašvili | C. Gacalov       | D. Musulbes      |
| 2004 | Ankara   | M. Berberjan    | T. Odabaşı   | M. Murtazalijev | R. Kokajev        | G. Yavaşer      | C. Gacalov       | A. Polatçı       |
| 2005 | Varna    | G. Tulbea       | V. Fedoryšyn | S. Barzakov     | N. Paslar         | T. Daňko        | E. Kurtanydze    | K. Kuramagomedov |
| 2006 | Moskva   | O. Zacharuk     | M. Batyrov   | M. Murtazalijev | B. Sajtijev       | A. Sajtijev     | C. Gacalov       | K. Kuramagomedov |
| 2007 | Sofia    | B. Kuduchov     | V. Fedoryšyn | A. Batyrov      | M. Murtazalijev   | G. Ketojev      | Š. Muradov       | K. Kuramagomedov |
| 2008 | Tampere  | D. Otarsultanov | V. Fedoryšyn | R. Şahin        | M. Murtazalijev   | G. Ketojev      | G. Gogšelidze    | D. Musulbes      |
| 2009 | Vilnius  | N. Israpilov    | Z. Gusejnov  | A. Stadnyk      | D. Džamsulvarajev | S. Kcojev       | Ch. Gozjumov     | A. Isajev        |
| 2010 | Baku     | M. Magomedov    | O. Sat       | D. Hasanov      | D. Carguš         | A. Uryšev       | Ch. Gozjumov     | B. Machov        |
| 2011 | Dortmund | D. Otarsultanov | O. Sat       | D. Hasanov      | D. Carguš         | A. Uryšev       | Ch. Gozjumov     | F. Çakıroğlu     |
| 2012 | Bělehrad | D. Otarsultanov | T. Asgarov   | A. Gogajev      | D. Carguš         | D. Marsagišvili | A. Gadisov       | T. Akgül         |
| 2013 | Tbilisi  | G. Edyšerašvili | O. Sat       | D. Safarjan     | A. Gedujev        | D. Marsagišvili | P. Olijnyk       | T. Akgül         |

| rok  | místo    | −57 kg           | −61 kg           | −65 kg          | −70 kg           | −74 kg      | −86 kg             | −97 kg        | −125 kg         |
| ---- | -------- | ---------------- | ---------------- | --------------- | ---------------- | ----------- | ------------------ | ------------- | --------------- |
| 2014 | Vantaa   | V. Chinčegašvili | H. Alijev        | M. Kurbanalijev | R. Dibirgadžijev | A. Gedujev  | A. Sadulajev       | A. Gadisov    | T. Akgül        |
| 2015 | Baku     | V. Lebeděv       | A. Bogomojev     | T. Asgarov      | M. Gazimagomedov | A. Gedujev  | A. Sadulajev       | Ch. Gozjumov  | T. Akgül        |
| 2016 | Riga     | G. Rašidov       | V. Chinčegašvili | F. Chamizo      | M. Gadžijev      | S. Demirtaş | Š. Kudijamagomedov | A. Boltukajev | G. Petrijašvili |
| 2017 | Novi Sad | G. Edyšerašvili  | V. Chinčegašvili | I. Bekbulatov   | F. Chamizo       | S. Demirtaş | D. Kuruglijev      | R. Yıldırım   | T. Akgül        |

| rok  | místo    | −57 kg          | −61 kg        | −65 kg     | −70 kg          | −74 kg      | −79 kg            | −86 kg      | −92 kg       | −97 kg       | −125 kg         |
| ---- | -------- | --------------- | ------------- | ---------- | --------------- | ----------- | ----------------- | ----------- | ------------ | ------------ | --------------- |
| 2018 | Kaspijsk | G. Edyšerašvili | G. Rašidov    | H. Alijev  | M. Kurbanalijev | S. Demirtaş | A. Gadžimagomedov | A. Najfonov | A. Sadulajev | V. Bajcajev  | T. Akgül        |
| 2019 | Bukurešť | S. Atlı         | A. Arutjunjan | H. Alijev  | M. Kaya         | F. Chamizo  | Dž. Hasanov       | V. Valijev  | Š. Šarifov   | A. Sadulajev | T. Akgül        |
| 2020 | Řím      | A. Tuskajev     | A. Bogomojev  | K. Širajev | M. Gadžijev     | F. Chamizo  | M. Kadimagomedov  | A. Najfonov | S. Karadeniz | A. Sadulajev | G. Petrijašvili |

### Ženy
| rok  | místo   | -44              | -47             | -50           | -53             | -57              | -61             | -65            | -70            | -75             |
| ---- | ------- | ---------------- | --------------- | ------------- | --------------- | ---------------- | --------------- | -------------- | -------------- | --------------- |
| 1987 | Dijon   | V. Delvauxová    | F. Cheufriová   | M. Pouponová  | S. van Guchtová | J. Sagonová      | B. Siffertová   | H. Klevenová   | G. Jeanová     | P. Rossignolová |
| 1993 | Ivanovo | T. Karamčakovová | T. Alibekovová  | L. Islamovová | J. Jegošinová   | N. Vinogradovová | Z. Kazavatovová | E. Kurbanovová | N. Lazarenková | J. Osipenková   |
| 1996 | Oslo    | S. Kolatirinová  | A. Berthenetová | J. Jegošinová | A. Gomisová     | S. Erikssonová   | N. Hartmannová  | M. Bassová     | N. Englichová  | V. Civitová     |

| rok  | místo      | -46              | -51            | -56            | -62            | -68            | -75           |
| ---- | ---------- | ---------------- | -------------- | -------------- | -------------- | -------------- | ------------- |
| 1997 | Varšava    | F. Touchiová     | J. Jegošinová  | A. Gomisová    | N. Hartmannová | A. Udyczová    | M. Kowalská   |
| 1998 | Bratislava | I. Karamčakovová | J. Jegošinová  | A. Gomisová    | N. Hartmannová | E. Pruszková   | N. Englichová |
| 1999 | Götzis     | I. Karamčakovová | M. Wojtanowská | A. Gomisová    | N. Hartmannová | L. Legrandová  | T. Komarnická |
| 2000 | Budapešť   | L. Karamčakovová | O. Smirnovová  | S. Erikssonová | N. Hartmannová | L. Legrandová  | T. Komarnická |
| 2001 | Budapešť   | I. Karamčakovová | S. Puburiduová | T. Lazarevová  | M. Bassová     | N. Gavrilovová | E. Witkowská  |

| rok  | místo     | -48              | -51              | -55             | -59             | -63             | -67               | -72              |
| ---- | --------- | ---------------- | ---------------- | --------------- | --------------- | --------------- | ----------------- | ---------------- |
| 2002 | Seinäjoki | I. Karamčakovová | O. Smirnovová    | T. Lazarevová   | S. Erikssonová  | M. Bassová      | L. Legrandová     | S. Martiněnková  |
| 2003 | Riga      | B. Wagnerová     | N. Karamčakovová | N. Golcová      | M. Michaliková  | L. Aanesová     | L. Legrandová     | A. Schätzleová   |
| 2004 | Haparanda | I. Merleniová    | I. Rebarová      | I.-T. Nerellová | H. Allandiová   | A. Kartašovová  | K. Burmistrovová  | G. Manjurovová   |
| 2005 | Varna     | L. Óržaková      | I. Merleniová    | N. Golcová      | I.-T. Nerellová | M. Michaliková  | K. Burmistrovová  | A. Schätzleová   |
| 2006 | Moskva    | L. Kaskarakovová | V. Boubryemmová  | N. Golcová      | L. Volosovová   | A. Kartašovová  | J. Perepjolkinová | S. Zlatevová     |
| 2007 | Sofia     | L. Óržaková      | Z. Rachmanovová  | N. Golcová      | I.-T. Nerellová | S. Stüberová    | A. Polovněvová    | S. Zlatevová     |
| 2008 | Tampere   | M. Stadnyková    | A. Trusovová     | N. Golcová      | I.-T. Nerellová | A. Kartašovová  | M. Kvjatkovská    | S. Zlatevová     |
| 2009 | Vilnius   | M. Stadnyková    | J. Krasnovová    | N. Synyšynová   | J. Mattssonová  | M. Michaliková  | K. Burmistrovová  | S. Zlatevová     |
| 2010 | Baku      | L. Óržaková      | S. Mattssonová   | A. Grigorjevová | S. Ahmadliová   | L. Volosovová   | N. Semencovová    | S. Zlatevová     |
| 2011 | Dortmund  | M. Stadnyková    | J. Blahyňová     | I.-T. Nerellová | J. Ratkevičová  | J. Tkačová      | N. Semencovová    | K. Burmistrovová |
| 2012 | Bělehrad  | L. Balušková     | I. Matkowská     | N. Synyšynová   | H. Vasylenková  | J. Tkačová      | H. Johanssonová   | M. Erlandsenová  |
| 2013 | Tbilisi   | V. Čepsarakovová | R. Zasinová      | S. Mattssonová  | A. Hučoková     | A. Grigorjevová | A. Stadnyková     | N. Vorobjovová   |

| rok  | místo    | -48           | -53            | -55            | -58           | -60            | -63             | -69             | -75             |
| ---- | -------- | ------------- | -------------- | -------------- | ------------- | -------------- | --------------- | --------------- | --------------- |
| 2014 | Vantaa   | M. Stadnyková | M. Gurovová    | S. Mattssonová | V. Koblovová  | J. Mattssonová | A. Grigorjevová | N. Vorobjovová  | S. Zlatevová    |
| 2015 | Baku     | M. Stadnyková | A. Doroganová  | S. Mattssonová | E. Barkaová   | M. Sastinová   | V. Lazinská     | A. Stadnyková   | V. Marzaljuková |
| 2016 | Riga     | M. Stadnyková | S. Mattssonová | I. Ologonovová | N. Synyšynová | P. Olliová     | A. Grigorjevová | M. Mamašuková   | Y. Adarová      |
| 2017 | Novi Sad | M. Stadnyková | V. Kolodinská  | B. Dudovová    | G. Bullenová  | L. Ovčarovová  | M. Michaliková  | A. Bratčikovová | Y. Adarová      |

| rok  | místo    | -50           | -53           | -55               | -57          | -59              | -62          | -65            | -68             | -72            | -76         |
| ---- | -------- | ------------- | ------------- | ----------------- | ------------ | ---------------- | ------------ | -------------- | --------------- | -------------- | ----------- |
| 2018 | Kaspijsk | M. Stadnyková | S. Oršušová   | I. Kuročkinová    | B. Dudovová  | E. Yeşilırmaková | T. Juseinová | P. Olliová     | A. Bratčikovová | J. Franssonová | Y. Adarová  |
| 2019 | Rumunsko | O. Livačová   | S. Oršušová   | I. Husjaková      | E. Barkaová  | B. Dudovová      | T. Juseinová | E. Manolová    | A. Čerkasovová  | A. Berežná     | Y. Adarová  |
| 2020 | Řím      | M. Selišká    | V. Kolodinská | O. Chorošavcevová | G. Bullenová | A. Nichitaová    | J. Tkačová   | M. Christovová | Ch. Velijevová  | N. Vorobjovová | J. Bukinová |

## Váhové kategorie

### Muži
- Papírová váha (dočasně zrušená)
  - −48 kg (1969-1996)
- Muší váha (dočasně zrušená)
  - −52 kg (1947-1996)
  - −54 kg (1997-2001)
  - −55 kg (2002-2013)
- Bantamová váha
  - −56 kg (1929-1937)
  - −57 kg (1947-1996)
  - −58 kg (1997-2001)
  - −60 kg (2002-2013)
  - −57 kg (2014-)
- Pérová váha
  - −61 kg (1929-1937)
  - −62 kg (1947-1961)
  - −63 kg (1962-1968)
  - −62 kg (1969-1996)
  - −63 kg (1997-2001)
  - nezápasilo se (2002-2013)
  - −61 kg (2014-)
- Lehká váha
  - −66 kg (1929-1937)
  - −67 kg (1947-1961)
  - −70 kg (1962-1968)
  - −68 kg (1969-1996)
  - −69 kg (1997-2001)
  - −66 kg (2002-2013)
  - −65 kg (2014-)
- Lehká velterová váha
  - −70 kg (2014-)
- Velterová váha
  - −72 kg (1929-1937)
  - −73 kg (1947-1961)
  - nezápasilo se (1962-1968)
  - −74 kg (1969-1996)
  - −76 kg (1997-2001)
  - −74 kg (2002-)
- Lehká střední váha
  - −79 kg (2018-)
- Střední váha
  - −79 kg (1929-1961)
  - −78 kg (1962-1968)
  - −82 kg (1969-1996)
  - −85 kg (1997-2001)
  - −84 kg (2002-2013)
  - −86 kg (2014-)
- Lehká těžká váha
  - −87 kg (1930-1968)
  - −90 kg (1969-1996)
  - nezápasilo se (1997-2017)
  - −92 kg (2018-)
- Těžká váha
  - +87 kg (1929-1961)
  - −97 kg (1962-1968)
  - −100 kg (1969-1996)
  - −97 kg (1997-2001)
  - −96 kg (2002-2013)
  - −97 kg (2014-)
- Supertěžká váha
  - +97 kg (1962-1968)
  - +100 kg (1969-1984)
  - −130 kg (1985-1996)
  - −125 kg (1997)
  - −130 kg (1998-2001)
  - −120 kg (2002-2013)
  - −125 kg (2014-)

### Ženy
- Papírová váha (zrušená)
  - −44 kg (1987-1996)
- Muší váha (zrušená)
  - −47 kg (1987-1996)
- Bantamová váha
  - −50 kg (1987-1996)
  - −46 kg (1997-2001)
  - −48 kg (2002-2017)
  - −50 kg (2018)
- Pérová váha
  - −53 kg (1987-1996)
  - −51 kg (1997-2013)
  - −53 kg (2014-)
- Lehká váha
  - −57 kg (1987-1996)
  - −56 kg (1997-2001)
  - −55 kg (2002-)
- Lehká velterová váha
  - −58 kg (2014-2017)
  - −57 kg (2018-)
- Velterová váha
  - −61 kg (1987-1996)
  - nezápasilo se (1997-2001)
  - −59 kg (2002-2013)
  - −60 kg (2014-2017)
  - −59 kg (2018-)
- Lehká střední váha
  - −62 kg (2018-)
- Střední váha
  - −65 kg (1987-1996)
  - −62 kg (1997-2001)
  - −63 kg (2002-2017)
  - −65 kg (2018-)
- Lehká těžká váha
  - −70 kg (1987-1996)
  - −68 kg (1997-2001)
  - −67 kg (2002-2013)
  - −69 kg (2014-2017)
  - −68 kg (2018-)
- Polotěžká váha
  - −72 kg (2018-)
- Těžká váha
  - −75 kg (1987-2001)
  - −72 kg (2002-2013)
  - −75 kg (2014-2017)
  - −76 kg (2018-)